# Astragalus faridanicus
Astragalus faridanicus är en ärtväxtart som beskrevs av Ahmed Ahmad Parsa. Astragalus faridanicus ingår i släktet vedlar, och familjen ärtväxter. Inga underarter finns listade i Catalogue of Life.